# Patrick McCabe (scrittore)
Patrick McCabe (Clones, 27 marzo 1955) è uno scrittore irlandese noto per i romanzi Il garzone del macellaio (1992) e Colazione su Plutone (1998), entrambi entrati tra i candidati per il Booker Prize e trasposti per il grande schermo dal regista Neil Jordan.

## Biografia
Patrick McCabe è nato nel 1955 in un paesino irlandese poco distante dall'Irlanda del Nord; da giovane sogna di diventare musicista, ma dopo gli studi negli anni settanta si trasferisce a Dublino, lasciando la madre dal carattere forte e il padre con problemi di alcolismo. Dopo una parentesi hippie in cui fa largo uso di allucinogeni, pubblica un racconto breve, La chiamata (The Call), con cui vince il premio Irish Press Hennessy Award. Ha pubblicato numerosi romanzi incentrati sul racconto di vite borderline e pieni di episodi violenti, ma raccontati con una consistente dose di humour nero, ed un volume per bambini. Si occupa inoltre attivamente di teatro, avendo adattato il suo romanzo del 1992 in uno spettacolo teatrale, e di cinema, scrivendo personalmente la sceneggiatura per il film Breakfast on Pluto, tratto dal suo libro Colazione su Plutone.
Attualmente vive in Irlanda, con moglie e due figlie ed è considerato il più influente scrittore irlandese contemporaneo, padre del genere detto "Bog Gothic".

## Tematiche
L'intera opera di McCabe si basa sul tema cardine di vite straordinarie inseriti in contesti socioculturali del tutto ordinari; da ciò deriva il senso di distacco e non accettazione dei protagonisti di McCabe. Nei suoi romanzi, spesso ambientati in piccoli villaggi irlandesi plasmati sulla cittadina natale Clones, i protagonisti, voci narranti in prima persona della storia, sono personaggi dal forte carattere, con una spiccata vena umoristica. Nonostante si tratti spesso di persone poste ai margini della società (come Patrick Pussy Braden, la ragazza trans protagonista di Colazione su Plutone), hanno la forza di reagire, unita ad una strana vena di simpatetismo rivolto verso figure ambigue, che spesso sfocia in azioni al limite della follia.
Un altro elemento importante dei romanzi di McCabe è la violenza, che spesso viene presentata con episodi ai margini della storia principale, narrata con sottile ironia, ma senza occultarne la ferocia. Nel corso degli ultimi anni i romanzi di McCabe hanno avuto un'ulteriore evoluzione, presentando storie inizialmente improntate di un'atmosfera positiva, che poi sfociano negli ultimi capitoli in climax di episodi particolarmente violenti ed inaspettati.
La figura della madre sembra accomunare molti dei personaggi di McCabe: è sempre un'entità dalla duplice natura, verso cui si alternano sentimenti di odio e amore, fino a sfociare nel matricidio, come accade in una delle ballate di Emerald Germs of Ireland.

## Opere
- 1985 - The Adventures of Shay Mouse; Raven Arts Press (Dublino)
- 1986 - Music on Clinton Street; Raven Arts Press (Dublin)
- 1989 - Carn; Aidan Ellis
- 1992 - Il garzone del macellaio (The Butcher Boy); Picador
- 1995 - The Dead School; Picador
- 1998 - Colazione su Plutone (Breakfast on Pluto); Picador
- 1998 - Far from the Land: Contemporary Irish Plays (raccolta di autori contemporanei, include il racconto di McCabe Frank Pig); Methuen
- 1999 - Mondo Desperado; Picador
- 2001 - Emerald Germs of Ireland; Picador
- 2003 - Call Me The Breeze; Faber and Faber
- 2006 - Winterwood ; Bloomsbury
- 2008 - The Holy City; Bloomsbury
- 2010 - The Stray Sod Country; Bloomsbury

## Premi e riconoscimenti
I premi vinti sono indicati in  grassetto, gli altri si intendono come nominati.
- 1979 - Irish Press Hennessy Award; racconto La chiamata
- 1992 - Booker Prize for Fiction; Il garzone del macellaio
- 1992 - Irish Times Irish Literature Prize for Fiction; Il garzone del macellaio
- 1998 - Booker Prize for Fiction; Colazione su Plutone
- 2007 - Hughes & Hughes/Irish Independent Irish Novel of the Year; Winterwood
- 2008 - International IMPAC Dublin Literary Award; Winterwood
- 2010 - Bord Gáis Energy Irish Book of the Decade; Winterwood